# Liffol-le-Petit
Ne doit pas être confondu avec Liffol-le-Grand.
Liffol-le-Petit est une commune française située dans le département de la Haute-Marne, en région Grand Est.

## Géographie

### Localisation
Commune limitrophe de Liffol-le-Grand qui, elle, est située dans le département des Vosges.

### Hydrographie
La commune est traversée par la ligne de partage des eaux entre les bassins versants de la Meuse et de la Seine au sein respectivement du bassin Rhin-Meuse et du bassin Seine-Normandie. Elle est drainée par le ruisseau la Saonnelle,.
La Saônelle, d'une longueur de 22 km, prend sa source dans la commune de Lafauche et se jette  dans la Meuse à Frebécourt, après avoir traversé huit communes. 

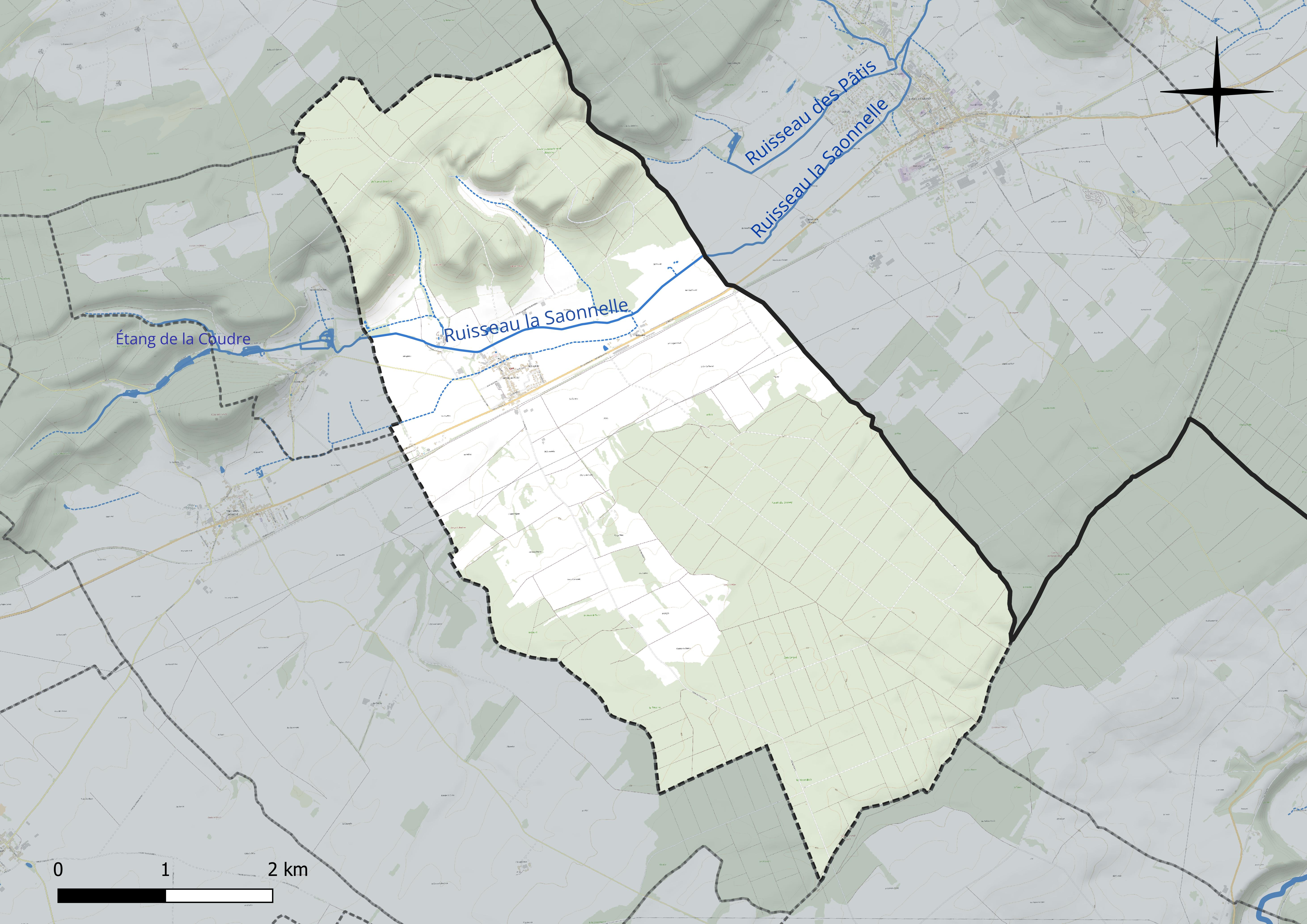
Réseau hydrographique de Liffol-le-Petit.

### Climat
Pour des articles plus généraux, voir Climat du Grand Est et Climat de la Haute-Marne.
En 2010, le climat de la commune est de type climat de montagne, selon une étude du Centre national de la recherche scientifique s'appuyant sur une série de données couvrant la période 1971-2000. En 2020, Météo-France publie une typologie des climats de la France métropolitaine dans laquelle la commune est exposée à un climat océanique altéré et est dans la région climatique  Lorraine, plateau de Langres, Morvan, caractérisée par un hiver rude (1,5 °C), des vents modérés et des brouillards fréquents en automne et hiver. 
Pour la période 1971-2000, la température annuelle moyenne est de 9,7 °C, avec une amplitude thermique annuelle de 16,6 °C. Le cumul annuel moyen de précipitations est de 969 mm, avec 13,5 jours de précipitations en janvier et 9,8 jours en juillet. Pour la période 1991-2020, la température moyenne annuelle observée sur la station météorologique de Météo-France la plus proche, « Busson_sapc », sur la commune de Busson à 13 km à vol d'oiseau, est de 10,1 °C et le cumul annuel moyen de précipitations est de 1 085,5 mm. 
La température maximale relevée sur cette station est de 39,1 °C, atteinte le 25 juillet 2019 ; la température minimale est de −17,7 °C, atteinte le 5 janvier 1995,,. 
Les paramètres climatiques de la commune ont été estimés pour le milieu du siècle (2041-2070) selon différents scénarios d'émission de gaz à effet de serre à partir des nouvelles projections climatiques de référence DRIAS-2020. Ils sont consultables sur un site dédié publié par Météo-France en novembre 2022.

## Urbanisme

### Typologie
Au 1er janvier 2024, Liffol-le-Petit est catégorisée commune rurale à habitat dispersé, selon la nouvelle grille communale de densité à sept niveaux définie par l'Insee en 2022.
Elle est située hors unité urbaine. Par ailleurs la commune fait partie de l'aire d'attraction de Neufchâteau, dont elle est une commune de la couronne,. Cette aire, qui regroupe 72 communes, est catégorisée dans les aires de moins de 50 000 habitants,.

### Occupation des sols
L'occupation des sols de la commune, telle qu'elle ressort de la base de données européenne d’occupation biophysique des sols Corine Land Cover (CLC), est marquée par l'importance des forêts et milieux semi-naturels (66,4 % en 2018), une proportion identique à celle de 1990 (66,4 %). La répartition détaillée en 2018 est la suivante : 
forêts (55,2 %), terres arables (22,1 %), milieux à végétation arbustive et/ou herbacée (11,2 %), prairies (10,5 %), zones urbanisées (1 %). L'évolution de l’occupation des sols de la commune et de ses infrastructures peut être observée sur les différentes représentations cartographiques du territoire : la carte de Cassini (XVIIIe siècle), la carte d'état-major (1820-1866) et les cartes ou photos aériennes de l'IGN pour la période actuelle (1950 à aujourd'hui).

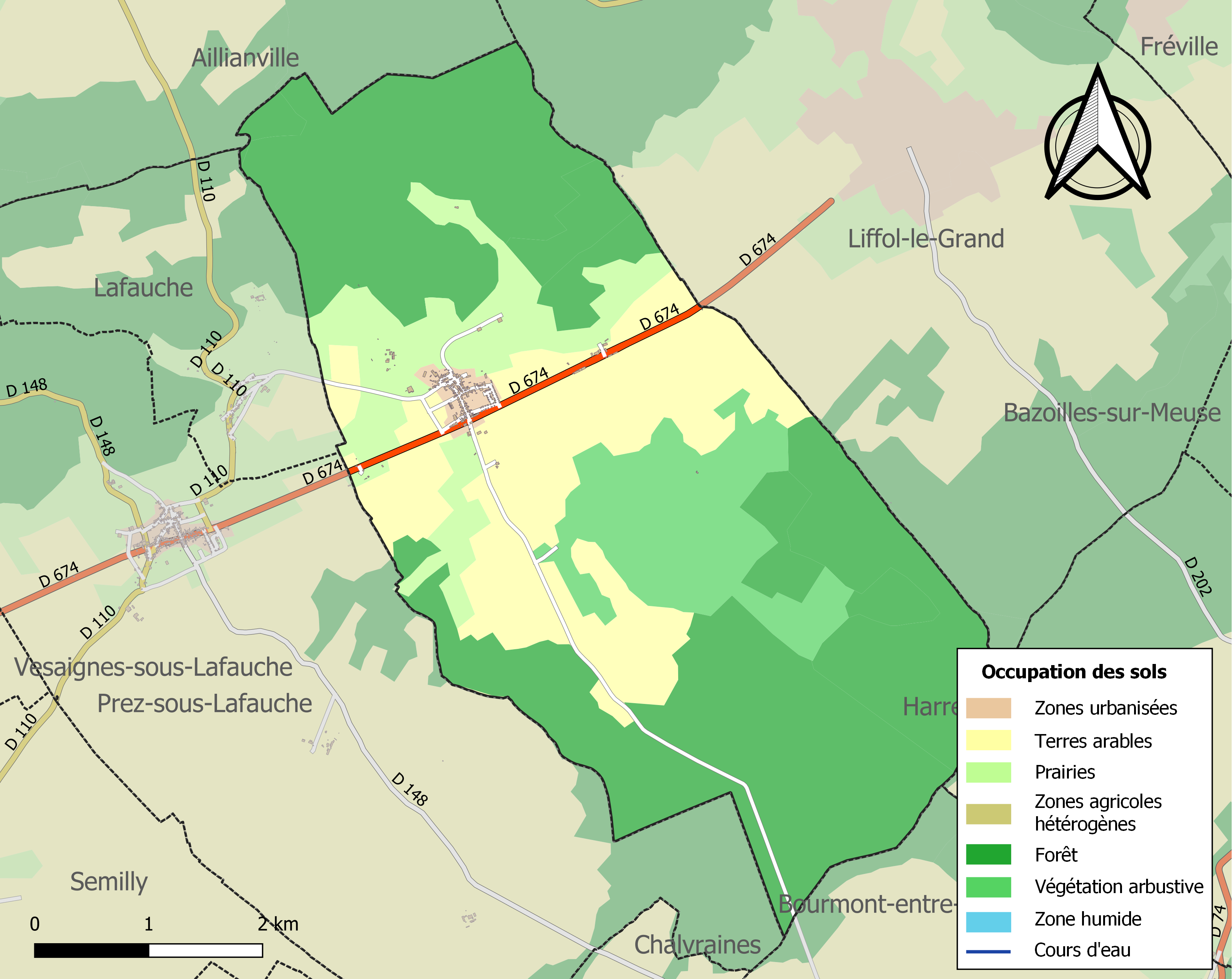
Carte des infrastructures et de l'occupation des sols de la commune en 2018 (CLC).

## Toponymie
Le nom de la localité est attesté sous les formes Lifo (1200) ; Lifou-lo-Petit (1248) ; Lifoy-lo-Petit (1249) ; Lifo-lou-Petit (1253) ; Liffou-le-Petit (1349) ; Liffou-le-Petit (1401) ; Ecclesia de Liphodio Parvo (1402) ; Liffoul-le-Petit (1446) ; Liffol-le-Petit (1684) ; Lifol-le-Petit (1787).

Peut-être de l,oïl luz « bois, fôret » et fou « hêtre » (« bois
de hêtre ») au singulier à sens collectif, pour désigner la partie de forêt entre Liffol-le-Grand et Liffol-le-Petit.

## Politique et administration
| Période                                  | Période   | Identité                  | Étiquette | Qualité |
| ---------------------------------------- | --------- | ------------------------- | --------- | ------- |
| mars 2001                                | Mars 2014 | Daniel Marque             |           |         |
| Mars 2014                                | En cours  | Marie-Christine Silvestre |           |         |
| Les données manquantes sont à compléter. |           |                           |           |         |

## Population et société

### Démographie

#### Évolution démographique

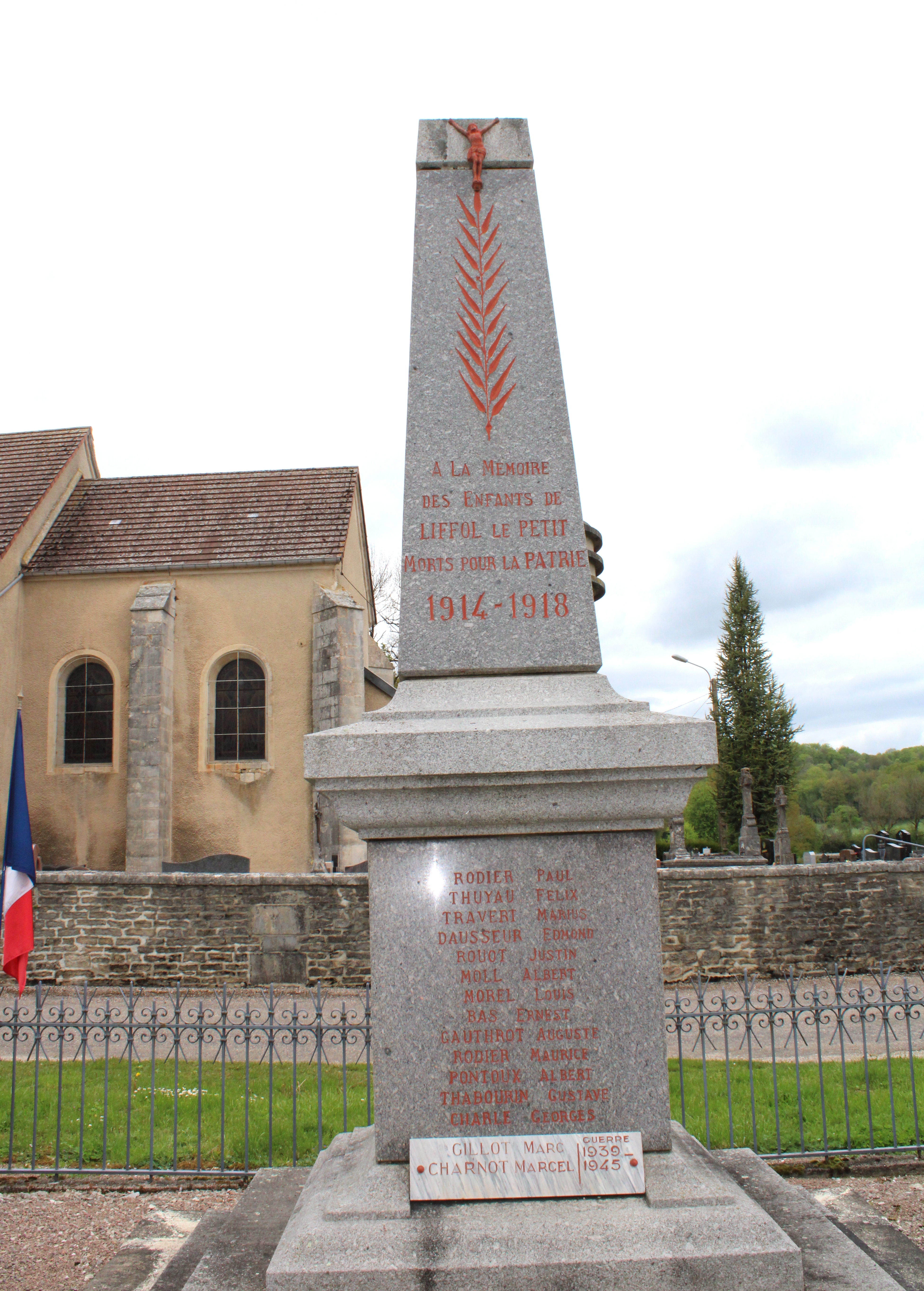
Le monument aux morts.

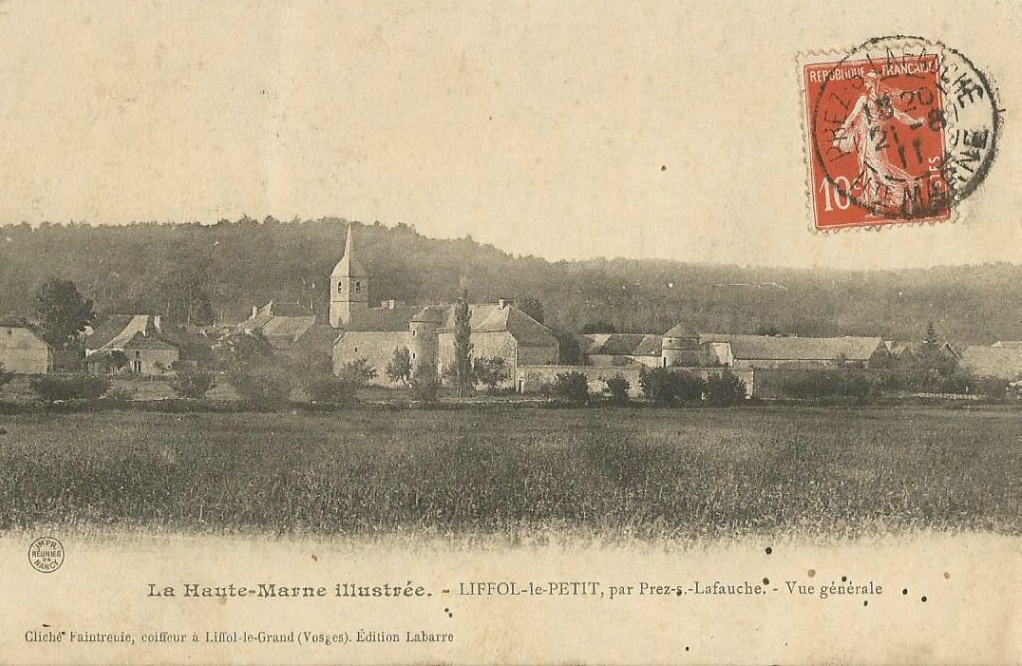
Carte postale: vue du village en 1911.

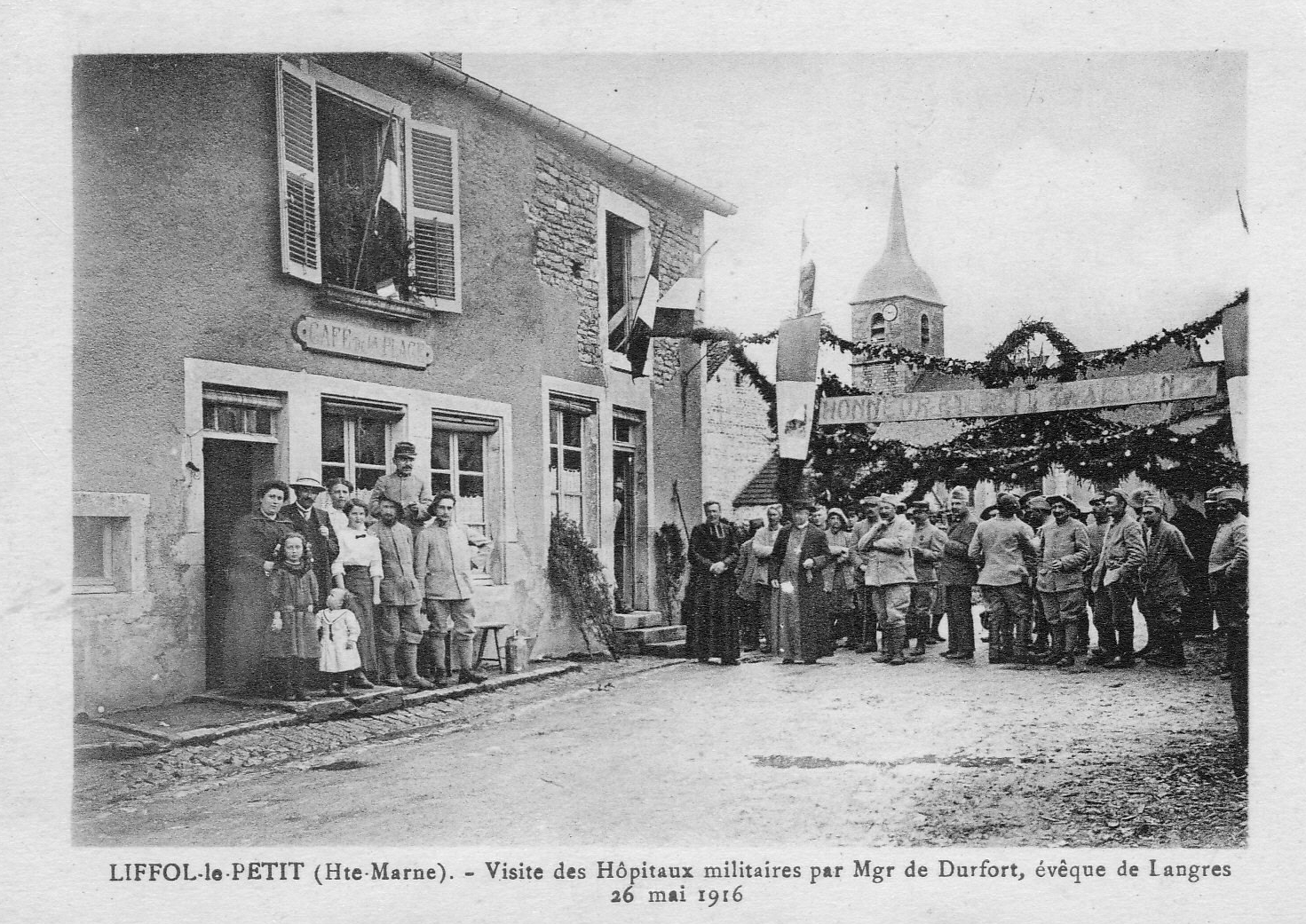
Carte postale: Guerre 14/18. Visite des hôpitaux militaires le 26 mai 1916.

L'évolution du nombre d'habitants est connue à travers les recensements de la population effectués dans la commune depuis 1793. Pour les communes de moins de 10 000 habitants, une enquête de recensement portant sur toute la population est réalisée tous les cinq ans, les populations de référence des années intermédiaires étant quant à elles estimées par interpolation ou extrapolation. Pour la commune, le premier recensement exhaustif entrant dans le cadre du nouveau dispositif a été réalisé en 2006.

En 2022, la commune comptait 320 habitants, en évolution de −0,93 % par rapport à 2016 (Haute-Marne : −4,62 %, France hors Mayotte : +2,11 %).
| 1793 | 1800 | 1806 | 1821 | 1831 | 1836 | 1841 | 1846 | 1851 |
| ---- | ---- | ---- | ---- | ---- | ---- | ---- | ---- | ---- |
| 380  | 454  | 466  | 456  | 469  | 486  | 448  | 456  | 453  |

| 1856 | 1861 | 1866 | 1872 | 1876 | 1881 | 1886 | 1891 | 1896 |
| ---- | ---- | ---- | ---- | ---- | ---- | ---- | ---- | ---- |
| 434  | 438  | 442  | 450  | 428  | 377  | 361  | 353  | 352  |

| 1901 | 1906 | 1911 | 1921 | 1926 | 1931 | 1936 | 1946 | 1954 |
| ---- | ---- | ---- | ---- | ---- | ---- | ---- | ---- | ---- |
| 328  | 330  | 462  | 370  | 442  | 332  | 324  | 333  | 339  |

| 1962 | 1968 | 1975 | 1982 | 1990 | 1999 | 2006 | 2011 | 2016 |
| ---- | ---- | ---- | ---- | ---- | ---- | ---- | ---- | ---- |
| 335  | 357  | 340  | 358  | 347  | 355  | 354  | 325  | 323  |

| 2021 | 2022 | - | - | - | - | - | - | - |
| ---- | ---- | - | - | - | - | - | - | - |
| 317  | 320  | - | - | - | - | - | - | - |

## Culture locale et patrimoine

### Lieux et monuments
- L'église

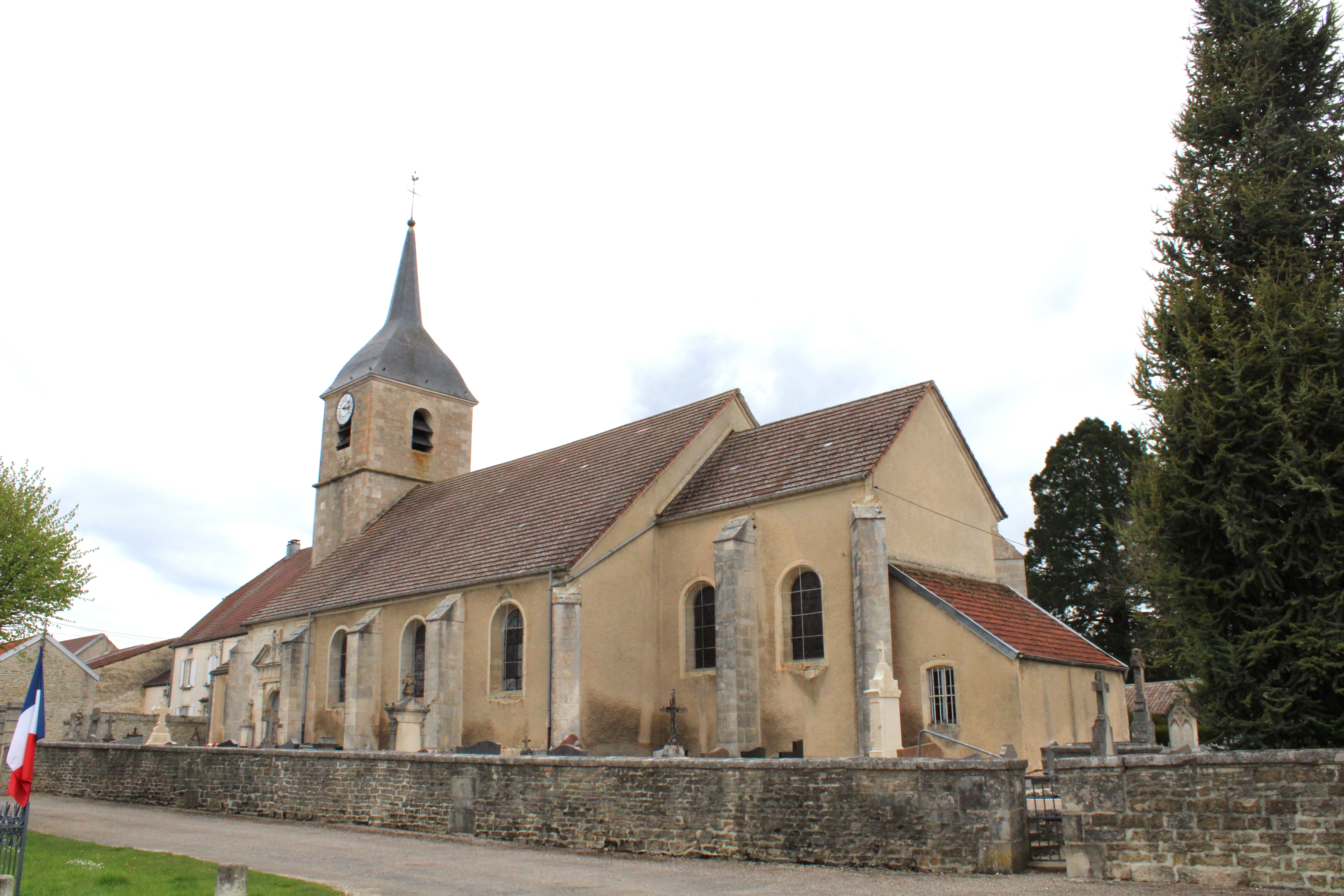
L'église.
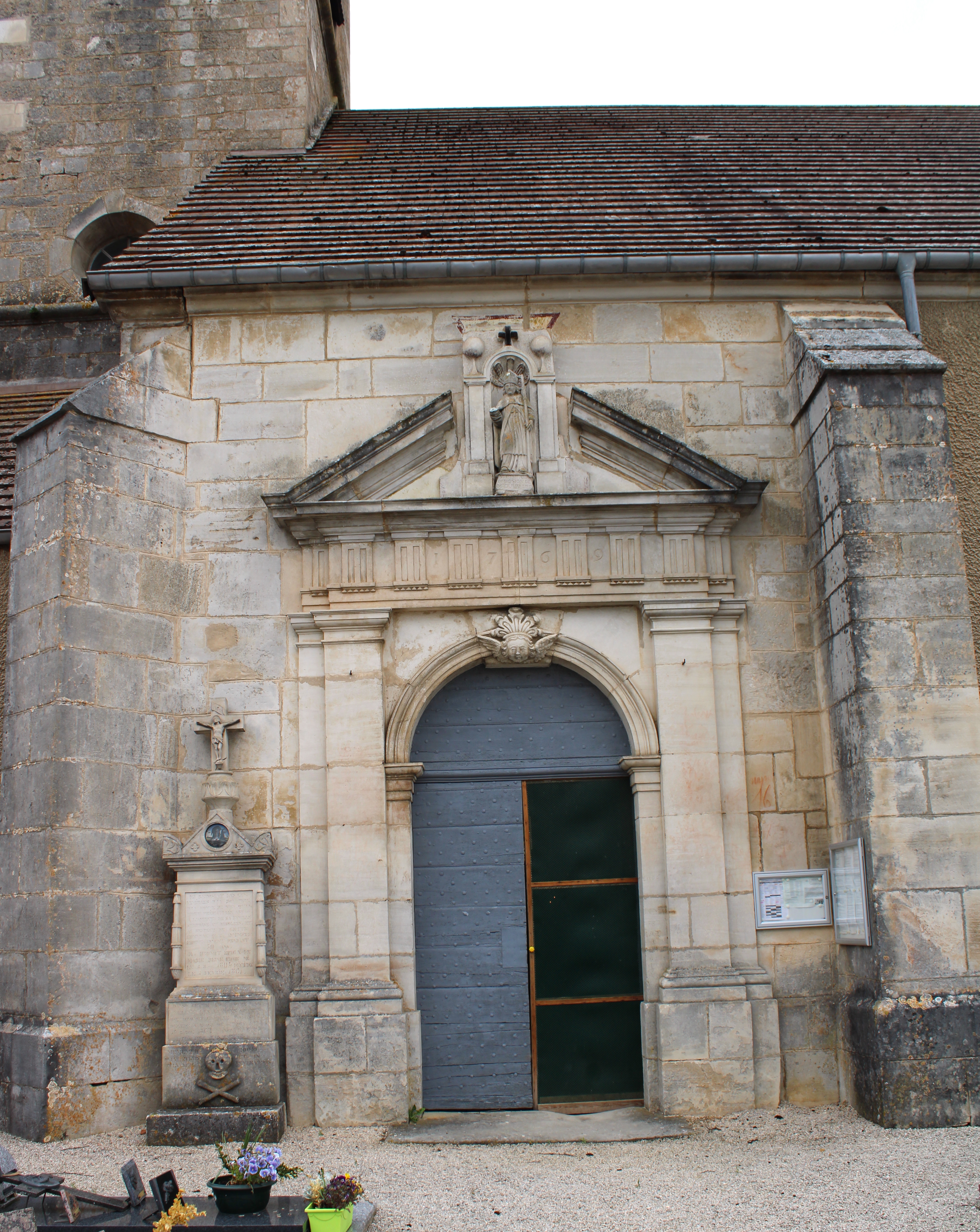
Le portail de l'église.
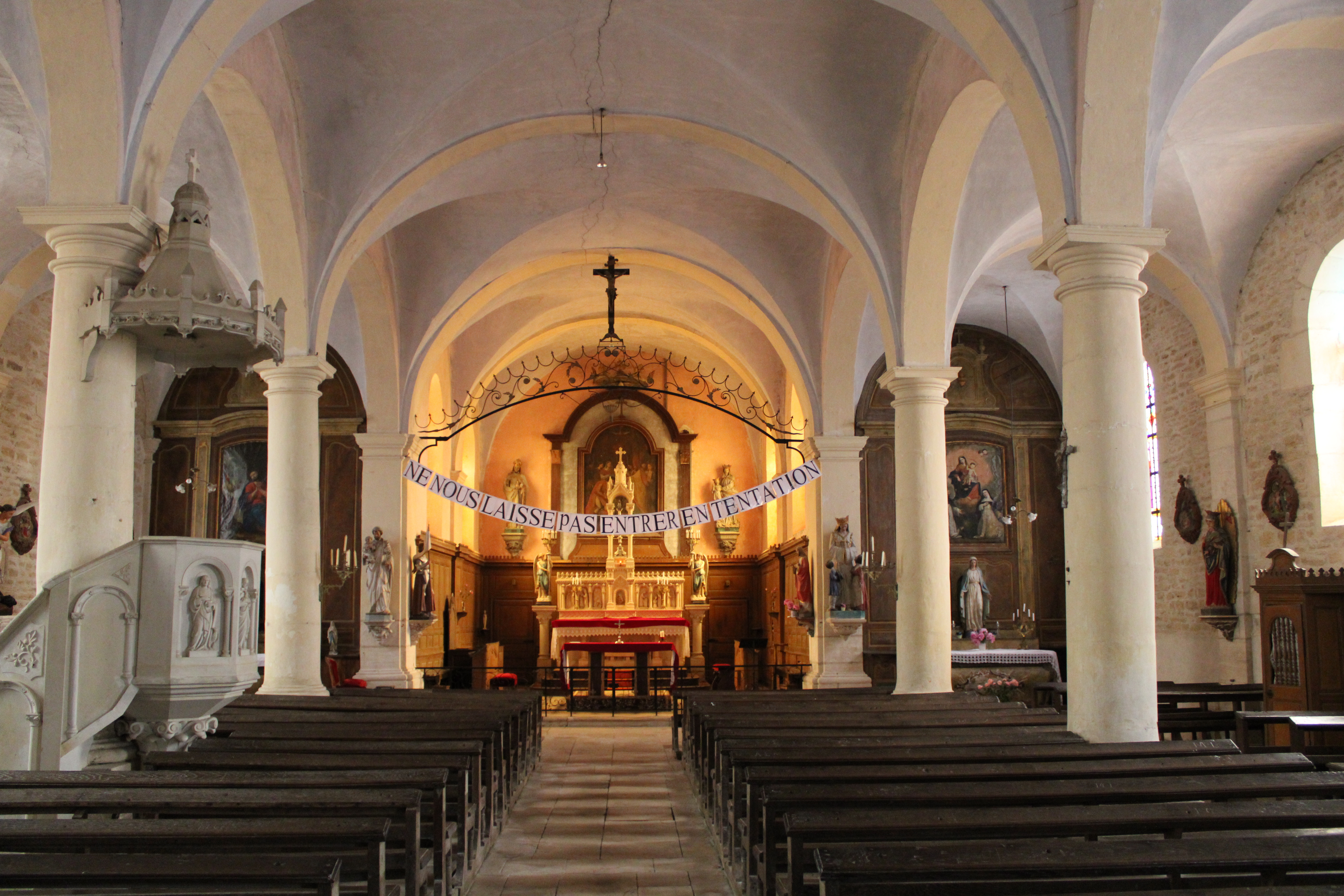
Intérieur de l'église.
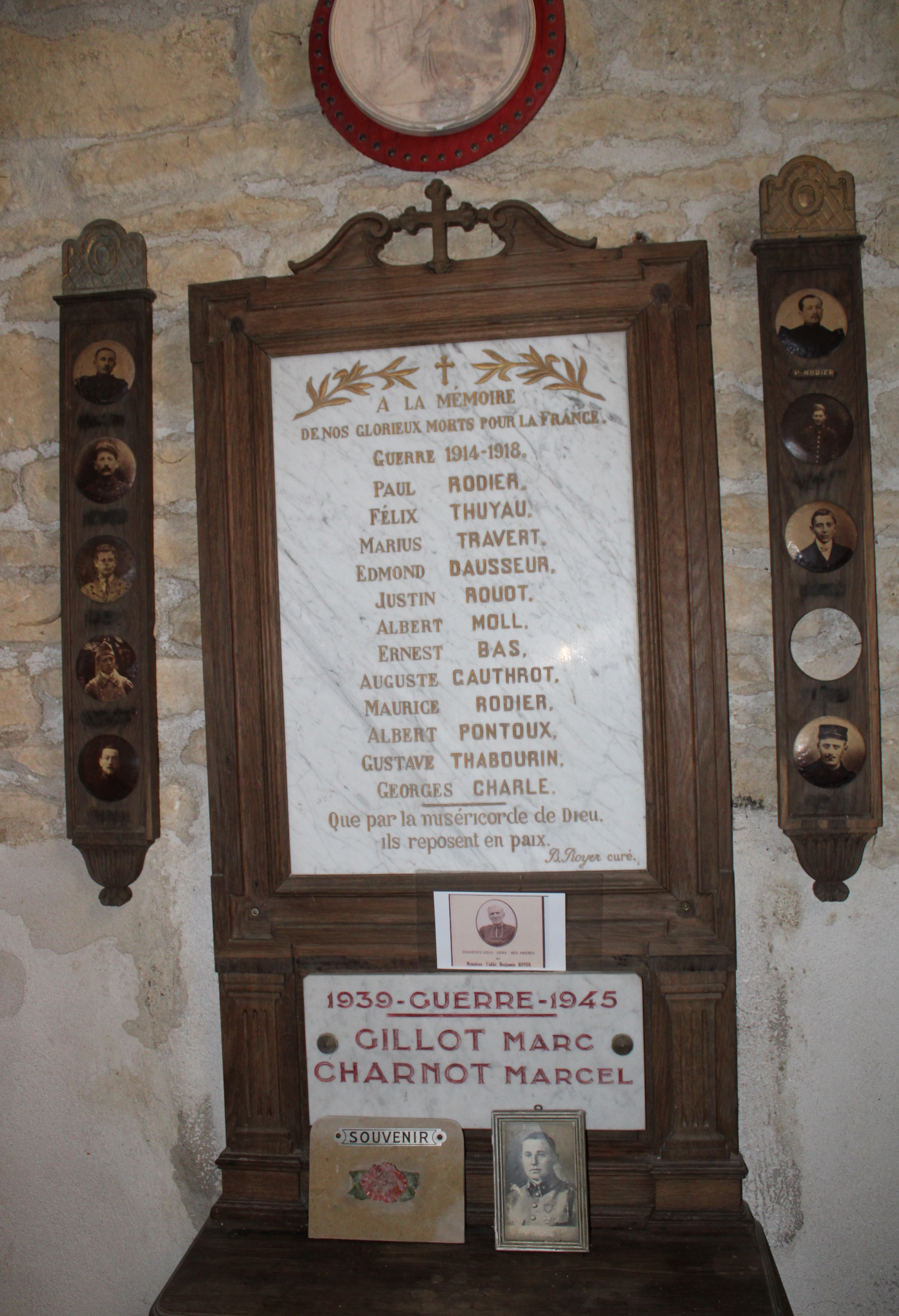
Plaque commémorative de la Première Guerre mondiale

### Personnalités liées à la commune
- Pierre Colnard, (1929-2018), athlète international du lancer du poids français, y est né.

### Héraldique
| Blason de Liffol-le-Petit | Blason  | D'or à un arbre arraché au naturel ; mantelé de gueules chargé à dextre d'une crosse d'or et à senestre d'une épée basse du même ; au chevronnel d'argent brochant sur la partition ; le tout sommé d'un chef d'azur à la bande d'argent côtoyée de deux doubles cotices potencées et contre-potencées d'or. |
| Blason de Liffol-le-Petit | Détails | Blason réalisé par des riverains en 2017. |